# Escudo de Riosa

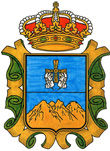

El escudo del concejo asturiano de Riosa es cortado en dos.
- El primer cuartel, representa sobre campo de azur, la Cruz de los Ángeles, en clara referencia a su dependencia obispal durante siglos.

- El segundo cuartel, nos enseña unas montañas que representan la sierra del Aramo, accidente geográfico que tanto significa para el concejo.

Al timbre corona real, cerrada.
En uso sin sanción legal, es el inventado por Octavio Bellmunt y Fermín Canella para ilustrar su obra "Asturias". 
- Datos: Q5838238